# Geminozetes lamellatus
Geminozetes lamellatus är en kvalsterart som beskrevs av Balogh 1966. Geminozetes lamellatus ingår i släktet Geminozetes och familjen Ceratozetidae. Inga underarter finns listade i Catalogue of Life.